# Струнный мост (Иерусалим)
«Струнный мост» (ивр. גשר המיתרים‎) — вантовый железнодорожно-пешеходный мост, построенный в 2008 году в Иерусалиме по проекту Сантьяго Калатравы. Форма моста напоминает шатёр в пустыне или арфу с тросами в качестве струн, символизируя арфу царя Давида.

## История
В ночь на 12 апреля 2007 года у главного въезда в Иерусалим со стороны Тель-Авива (шоссе № 1) началось возведение подвесного моста длиной 360 метров и высотой 6 метров. Он соединил улицы Яффо и Сдерот Герцль. Компания «Мория», осуществляющая строительство моста, распространила в пресс-релизе заявление, что из имеющихся в мире метромостов иерусалимский мост будет самым крупным. По типу конструкции мост является вантовым. 119-метровая опорная мачта и полотно моста уравновешивают друг друга с помощью 66 тросов диаметром 5 см, каждый из которых натянут между мачтой и своим сегментом моста. По мосту проложены рельсы иерусалимского трамвая, также по мосту открыто пешеходное движение. Автор проекта — Сантьяго Калатрава. Данная конструкция стала первым подвесным мостом в Иерусалиме. Полная стоимость проекта — 220 миллионов шекелей.
Двумя годами раньше Сантьяго Калатрава построил по похожему проекту пешеходный мост в Петах-Тикве.